# Campeonato Gaúcho de Futebol de 1971
O Campeonato Gaúcho de Futebol de 1971, foi a 51ª edição da competição no Estado do Rio Grande do Sul. Houve um aumento no número de clubes dos dezoito do ano anterior, o campeonato passou a ser disputado por 25 clubes. Houve a divisão em dois grupos, um de treze e o outro de doze equipes. As quatro melhores colocadas de cada grupo passaram a fase final. O campeonato teve seu início em 24 de janeiro e término em 26 de junho de 1971. O campeão deste ano foi o Internacional.

## Participantes
| - Santo Ângelo*** (Santo Ângelo)1ª - Aimoré (São Leopoldo)11ª - Atlântico (Erechim) 1ª - São José (Porto Alegre)6ª - Brasil de Pelotas (Pelotas)21ª - Cruzeiro-RS (Porto Alegre)10ª - Farroupilha (Pelotas)15ª - Caxias* (Caxias do Sul)10ª - Gaúcho (Passo Fundo)7ª - Grêmio (Porto Alegre)29ª - 14 de julho (Passo Fundo)4ª - Bagé (Bagé) 11ª - São Paulo (Rio Grande)4ª | - Internacional (Porto Alegre)27ª - Rio Grande (Rio Grande)11ª - Juventude (Caxias do Sul)13ª - Novo Hamburgo (Novo Hamburgo)28ª - Pelotas (Pelotas)19ª - Guarany (Bagé)20ª - Esportivo (Bento Gonçalves)2ª - Internacional Santa Maria (Santa Maria)5ª - Avenida(Santa Cruz do Sul)1ª - Santa Cruz (Santa Cruz do Sul)7ª - Riograndense-SM(Santa Maria)14ª - Ypiranga (Erechim)4ª |

* O Caxias disputou a competição com o nome Flamengo.

*** O Santo Ângelo disputou a competição com o nome Tamoyo.

## Primeira fase
| - Grupo A Internacional 38 pg Esportivo 34 pg Cruzeiro 31 pg Gaúcho 30 pg Juventude 30 pg Pelotas 24 pg Riograndense/SM 22 pg Aimoré 21 pg Grêmio Bagé 20 pg Santa Cruz 19 pg São Paulo 15 pg Farroupilha 10 pg Atlântico 06 pg | - Grupo B Grêmio 38 pg Novo Hamburgo 32 pg Caxias 31 pg São José 31 pg Brasil 29 pg 14 de julho 25 pg Inter/SM 22 pg Guarany 21 pg Ypiranga 20 pg Avenida 19 pg Santo Ângelo 14 pg Rio Grande 11 pg |

  PG: Pontos Ganhos

## Octogonal Final
| Pos. | Equipes       | Pts | J  | V  | E | D | GP | GC | SG  |
| ---- | ------------- | --- | -- | -- | - | - | -- | -- | --- |
| 1    | Internacional | 23  | 14 | 10 | 3 | 1 | 22 | 6  | +16 |
| 2    | Grêmio        | 20  | 14 | 9  | 2 | 3 | 17 | 8  | +9  |
| 3    | Esportivo     | 14  | 14 | 6  | 2 | 6 | 13 | 13 | 0   |
| 4    | São José      | 13  | 14 | 6  | 1 | 7 | 18 | 16 | +2  |
| 5    | Novo Hamburgo | 13  | 14 | 4  | 5 | 5 | 9  | 13 | –4  |
| 6    | Cruzeiro      | 12  | 14 | 4  | 4 | 6 | 9  | 13 | –4  |
| 7    | Gaúcho        | 9   | 14 | 2  | 5 | 7 | 8  | 18 | –10 |
| 8    | Flamengo      | 8   | 14 | 2  | 4 | 8 | 9  | 18 | –9  |

## Artilheiros
- Valdomiro (Internacional) 6 gols
- Décio (Esportivo) 6 gols

## Campeão
| Campeonato Gaúcho de 1971          |
| ---------------------------------- |
| INTERNACIONAL Campeão (19º título) |